# Stade Vélodrome de Rocourt

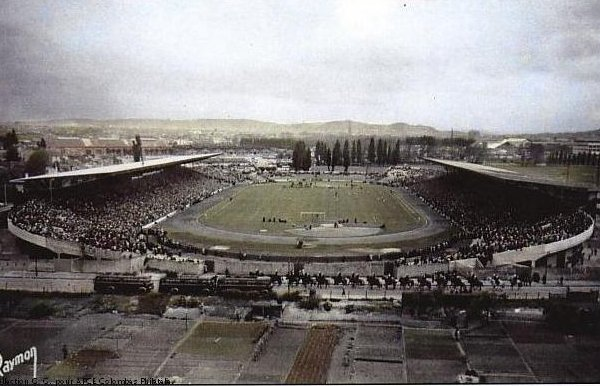

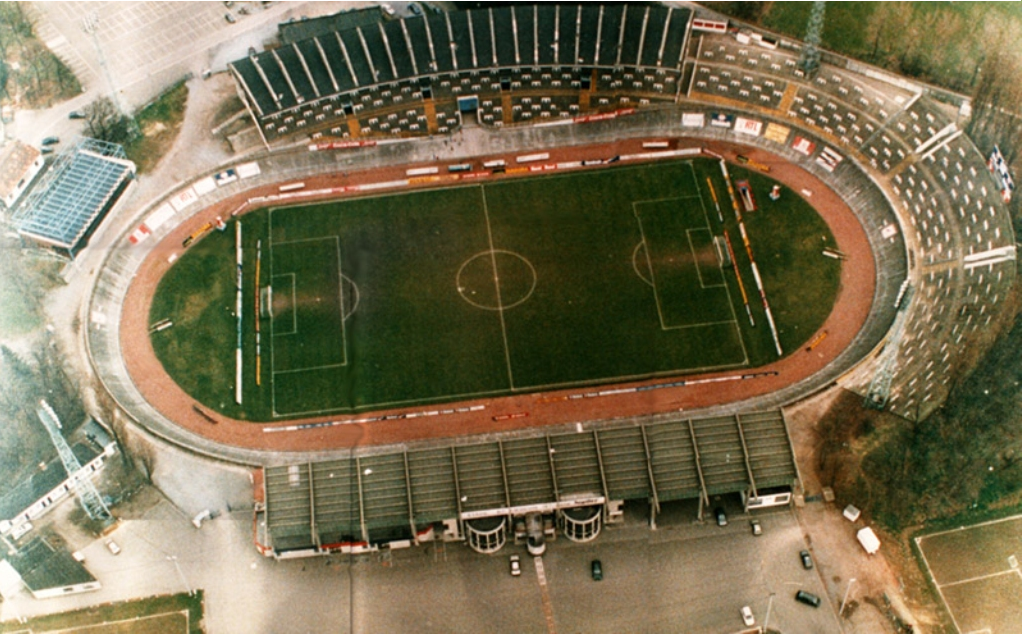

Het Stade Vélodrome de Rocourt, ook wel Stade Jules George, was een stadion en wielerpiste in Rocourt in Luik. Het stadion had een capaciteit van meer dan 40.000 toeschouwers. Het was decennialang het thuisstadion van de voetbalclub RFC Liégeois en was ook viermaal de thuisbasis van het wereldkampioenschap wielrennen op de baan in 1950, 1957, 1963 en 1975.

## Geschiedenis
Op 23 januari 1919 werd Oscar Flesch, directeur van steenkoolmijnen in de buurt (Charbonnage d'Ans-Rocour), lid van de raad van bestuur van de club FC Liégeois. Hij was een drijvende kracht achter plannen om een nieuw stadion uit te bouwen. Op 11 mei werd uiteindelijk een de Société Coopérative du Stade du FC Liégeois opgericht en een bebost terrein van 12 hectare werd aangekocht. Een jaar later, op 28 augustus 1921 werd het Stade Vélodrome Oscar Flèche dat 30.000 plaatsen had, ingewijd met de wedstrijden FC Liégeois-Olympique Lillois (2-3) en Standard-Union Saint-Gilloise (1-2).
Op 31 december 1937 werd het stadion eigendom van RFC Liégeois. Ook tijdens de Tweede Wereldoorlog bleef de voetbalclub populair. Bij de derby tegen CS Verviers kwamen 10.000 toeschouwers opdagen, een jaar later 15.000. In 1945 kwamen 22.700 mensen de terugkeer van de club in Eerste Klasse bijwonen. Er konden in 1950 vergrotingswerken uitgevoerd worden dankzij gouverneur Joseph Leclerq, de architect was W. Leenaerts. Het stadion bood nu plaats aan 40.000 mensen. Datzelfde jaar werd in het stadion voor het eerst de Wereldkampioenschappen baanwielrennen georganiseerd. De wielerbaan was in die tijd ook regelmatig aankomstplaats van de wielerwedstrijd Luik-Bastenaken-Luik.
Club Luik bleef veel grote competitie- en vriendschappelijke wedstrijden spelen in Rocourt. Een officieus toeschouwersrecord werd behaald tijdens de wedstrijd voor de landstitel in 1952. Het officieel records staat op een vriendschappelijke wedstrijd op 1 november 1954 tegen Spartak Moskou, die op 2-5 eindigde. In januari 1955 werd een galamatch gespeeld tegen Newell's Old Boys. Luik moest een schadevergoeding betalen aan Ans en Bressoux die op hetzelfde moment een competitiematch moesten afwerken. Op 10 november 1956 werd de lichtinstallatie ingewijd met een wedstrijd tegen MTK Boedapest FC. De eerstcompetitiematch onder kunstlicht werd tegen Antwerp FC gewonnen met 2-1 op 25 maart 1957. Ook dat jaar vonden de wereldkampioenschappen wielrennen plaats op de wielerpiste in het stadion. Ook voor de wedstrijd tegen Real Madrid op 1 oktober 1960 waren officieus zo'n 50.000 mensen aanwezig.
Enkele jaren later, in 1963, was het stadion weer de thuisbasis voor het WK wielrennen op de baan. In 1967, bij de 75ste verjaardag van de RFC Liégeois, werd op 23 augustus een nieuwe zittribune ingewijd tegen Ajax (0-1 nederlaag). In 1972 werd de lichtinstallatie vernieuwd, en op 19 augustus ingewijd. De voetbalclub had in die tijd de beste stadionverlichting van het land, met 1750 lux/8.5m². In 1975 vonden er voor een vierde keer de wereldkampioenschappen baanwielrennen plaats. Het stadion ging Stade Jules George heten, naar Jules George, de voorzitter van de club van 1970 tot 1982.
Van 1986 tot 1992 werden de laatste verbouwingen aan het stadion uitgevoerd. Er werden loges gebouwd in de zittribune, de achtergevel ervan werd gerenoveerd en er kwamen kantoren en een bar. 39.000 toeschouwers kwamen opdagen voor een wedstrijd tegen Juventus in 1988.

## Einde
Het stadion werd in januari 1995 echter non-conform verklaard, het bood om veiligheidsredenen toen nog plaats aan 25.000 toeschouwers. Verschillende zaken waar het stadion niet aan zou voldoen werden aangehaald, bovendien werd het stadion door het toenmalig clubbestuur gebruikt om verschillende schulden en investeringen af te betalen. Intussen was Club Luik sportief en financieel ook in een neerwaartse spiraal geraakt en werd het stadion te groot. Aan het einde van het seizoen 1994/95 volgde een faillissement en degradatie. Het laatste doelpunt van Club Liégeois in Rocourt was reeds op 9 november 1994 door Zvonko Varga gescoord tegen AA Gent, de laatste match werd op 26 november gespeeld tegen Cercle Brugge (0-0). Het stadion werd afgebroken en in de plaats werd een nieuw bioscoopcomplex opgericht. Van het stadion bleef slechts een gedenksteen in de muur van de Kinepolis over.